# آيرس ماريون يونغ
آيريس ماريون يونغ (بالإنجليزية: Iris Marion Young) (من 2 يناير 1949 إلى 1 أغسطس 2006)، منظّرة سياسية أمريكية ونسوية اشتراكية ركزت على طبيعة العدالة وعلى الاختلاف الاجتماعي. عملت أستاذة للعلوم السياسية في جامعة شيكاغو وكانت مرتبطة بمركز الدراسات الجندرية وبرنامج حقوق الإنسان هناك. غطت أبحاثها النظرية السياسية المعاصرة والنظرية الاجتماعية النسوية والتحليل المعياري للسياسة العامة. كانت تؤمن بأهمية النشاط السياسي وشجعت طلابها على إشراك أنفسهم في مجتمعاتهم.

## حياتها المبكرة
ولدت يونغ في مدينة نيويورك ودرست الفلسفة وتخرجت مع مرتبة الشرف في كلية كوينز. حصلت على درجة الماجستير والدكتوراه في الفلسفة من جامعة ولاية بنسلفانيا عام 1974.

## حياتها المهنية
قبل مجيئها إلى جامعة شيكاغو، درّست يونغ النظرية السياسية لتسع سنوات في كلية الدراسات العليا بالشؤون العامة والدولية في جامعة بيتسبيرغ، ودرّست قبل ذلك الفلسفة في العديد من المؤسسات من ضمنها معهد ورسستر وجامعة ميامي. خلال فصل الصيف من العام 1995، كانت يونغ أستاذًا زائرًا للفلسفة في جامعة يوهان فولفغانغ غوته في فرانكفورت بألمانيا. عملت يونغ أستاذًا زائرًا في العديد من الجامعات والمعاهد في جميع أنحاء العالم، بما في ذلك معهد الدراسات المتقدمة في برينستون ونيوجيرسي ومعهد العلوم الإنسانية في فيينا والجامعة الأسترالية الوطنية وجامعة كانتربري في نيوزيلندا ومجلس البحوث بجنوب إفريقيا للعلوم الإنسانية.

## إسهاماتها الفلسفية
كان نطاق اهتمامات يونغ واسعًا ويشمل نظريات العدالة المعاصرة، الديمقراطية والاختلاف، إضافة للنظرية السياسية النسوية والنظرية السياسية القارية بما في ذلك ميشيل فوكو ويورغن هابرماس، كما الأخلاق والشؤون الدولية والجنس والعرق والسياسة العامة.

### المجموعات الاجتماعية وسياسة الاختلاف
يقع القول بأن مفاهيم العدالة لا يجب أن تقتصر على الصحراء الفردية في صلب فلسفة يونغ )مفهوم الصحراء في الفلسفة يعني الجزاء) التي تدعو بدلاً من ذلك للاعتراف بالفئات الاجتماعية وتجده ضروريًا لمعالجة عدم المساواة الهيكلية. بما أن القواعد الاجتماعية والقوانين والإجراءات المؤسساتية التي تقيد بعض الأشخاص تقيدهم كمجموعة وليس كأفراد، ولأن إدراكنا للظلم يقارن بين فئات الناس تقريبًا وليس بين الأفراد، لذلك فإن تقييماتنا للظلم ولعدم المساواة يجب أن تدرك أهمية المجموعات الاجتماعية باعتبارها مكونًا لنظرية كاملة للعدالة.
اعتراف يونج بالفئات الاجتماعية دفعها إلى المطالبة بـ«سياسة اختلاف» أحدث من الليبرالية، لا تتغلب فيها المعاملة المتساوية للأفراد على تصحيح الاضطهاد الواقع بحق الجماعة. ناقضت يونغ نهجها مع الفلاسفة السياسيين الليبراليين المعاصرين مثل جون راولز ورونالد دوركين، الذين تدعي أنهم يخلطون بين التكافؤ الأخلاقي للأشخاص مع القواعد الإجرائية التي تعامل جميع الناس بالتساوي.

### خمسة أوجه للقمع
من بين أكثر الأفكار انتشارًا ليونغ نجد نموذجها لـ«الأوجه الخمسة للقمع» التي نشرت لأول مرة في مجلة «العدالة وسياسة الاختلاف» (1990). تعتبر يونغ أنه يوجد خمسة أنواع مختلفة من الاضطهاد لا يمكن اختزالها. حددت يونغ خمسة أوجه للقمع هي:
1. الاستغلال
2. التهميش
3. الاستضعاف
4. الهيمنة الثقافية
5. العنف

### الظواهرية المجسدة
إحدى أكثر مقالات يونج شهرة هي «الرمي مثل فتاة: ظاهرة هزلية لحركة الجسم الأنثوية وفضائها»، نُشرت لأول مرة في دورية الدراسات الإنسانية (1980). تستكشف يونغ في هذه المقالة الاختلافات في الحركة الأنثوية والذكورية من منظور ظواهري جندري متجسد، استنادًا إلى أفكار قدمها كل من سيمون دي بوفوار وموريس ميرلو بونتي. تناقش آيريس كيف تصاغ الفتيات اجتماعيًا لتقييد حركة أجسادهن فتفكرن بأجسادهن على أنها هشة، ولهذا الأمر تداعيات على ثقتهم في إنجاز المهام وتحقيق الأهداف في وقت لاحق من حياتهن. تمثّل المقالة نقدًا وامتدادًا لأفكار سيمون دي بوفوار حول «الاستقرار» و«السمو».

### نشاطات خلدت ذكراها
تقديراً لعملها مع مركز الدراسات الجندرية بجامعة شيكاغو، غُيّر اسم سلسلة محاضرات أعضاء هيئة التدريس المتميزة بالمركز تكريمًا لها في نوفمبر من العام 2006. إضافة إلى ذلك، أنشأ برنامج الدراسات الجندرية والجنسية والنسوية في جامعة بيتسبرغ، بالتعاون مع كلية الدراسات العليا في الشؤون العامة والدولية بجامعة بيتسبرغ، جائزة آيريس ماريون يونغ للمشاركة السياسية في عام 2008 لتخليد ذكرى يونغ ولتكريم أعضاء الهيئة التعليمية والخريجين وأعضاء الجامعة الذين يؤثرون في المجتمع.
عام 2009، نشرت مطبعة جامعة أوكسفورد مجلدًا حُرّر خصيصًا لفلسفة يونغ بعنوان «الرقص مع آيريس: فلسفة آيريس ماريون يونغ.»

## حياتها المتأخرة
تزوجت آيريس من ديفيد ألكساندر وأنجبت منه ابنة أسموها مورجان ألكساندر يونغ.
بعد صراع دام 18 شهرًا مع سرطان المريء، توفيت ى يريس يونغ في منزلها في حي هايد بارك في شيكاغو في 1 أغسطس من العام 2006 عن عمر يناهز 57 عامًا.

## وصلات خارجية
- آيرس ماريون يونغ على موقع الموسوعة البريطانية (الإنجليزية)